# Rejon dystrybucyjny

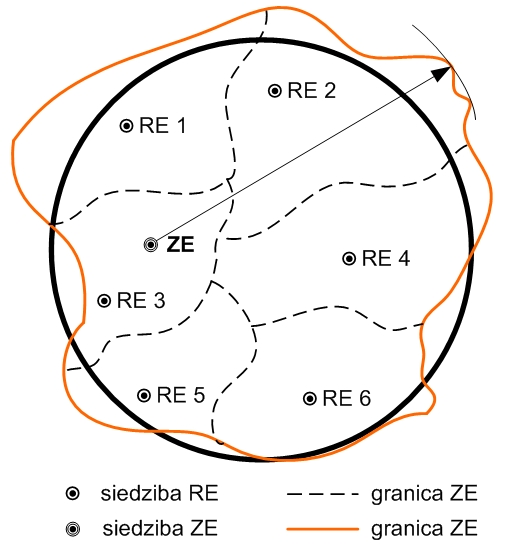
Teren działania oddziału dystrybucyjnego z podziałem na rejony dystrybucyjne.

Rejon dystrybucyjny (rejon energetyczny. rejon gazowniczy lub gazownia) – lokalna jednostka organizacyjna oddziału dystrybucyjnego przedsiębiorcy energetycznego będącego operatorem systemu dystrybucyjnego energii elektrycznej lub paliw gazowych, prowadząca całokształt eksploatacji i ruchu powierzonych urządzeń oraz obsługę odbiorców przyłączanych do sieci dystrybucyjnej, z wyjątkiem spraw zastrzeżonych dla oddziałowych służb specjalistycznych.
Oddział dystrybucyjny prowadzi eksploatację sieci dystrybucyjnej na terenie swojego działania właśnie poprzez rejony dystrybucyjne. Oprócz typowych rejonów dystrybucyjnych mogą być stworzone w zależności od potrzeb rejony specjalistyczne np. sieci najwyższych napięć, oświetlenia drogowego lub sieci kablowych.
Do zakresu działań typowego rejonu dystrybucyjnego należą:
- prowadzenie ruchu,
- opracowywanie planów techniczno-produkcyjnych,
- techniczna obsługa odbiorców energii elektrycznej lub paliw gazowych,
- prowadzenie dokumentacji,
- przygotowanie założeń do organizacji i kapitalnych remontów,
- wykonywanie oględzin i przeglądów urządzeń,
- wykonywanie pomiarów dotyczących pracy i stanu sieci,
- dopuszczanie do pracy oraz nadzór nad robotami przy urządzeniach dystrybucyjnych,
- dokonywanie odbiorów,
- prowadzenie analiz strat sieciowych,
- organizacja transportu.

Działalność techniczna rejonów w zakresie eksploatacji podlega głównemu inżynierowi oddziału. Podstawowymi wydziałami w systemie eksploatacji jest wydział eksploatacji (utrzymania) i wydział dyspozycji ruchu (użytkownika). Wydział eksploatacji sprawuje ogólny nadzór nad siecią dystrybucyjną oddziału. Prowadzi on prace konserwacyjno-remontowe, lokalizację i likwidację zakłóceń oraz prace laboratoryjne. W tym celu musi być wyposażony w odpowiednie środki transportu.
Kierownik rejonu podlega bezpośredniemu dyrektorowi oddziału dystrybucyjnego i realizuje swoje zadania poprzez zastępców do spraw utrzymania oraz do spraw handlowo-administracyjnych.
Obszar terenowego rejonu dystrybucyjnego energii elektrycznej jest podzielony między posterunki energetyczne, w których dyżurują pogotowia energetyczne. Analogicznie, w rejonach gazowniczych dyżurują pogotowia gazowe.